# The Book Job
«The Book Job» (укр. «Операція „Книга“») — шоста серія двадцять третього сезону мультсеріалу «Сімпсони», прем'єра якої відбулась 20 листопада 2011 року у США на телеканалі «Fox».

## Сюжет
Подивившись шоу динозаврів на Спринґфілдській арені, Ліса виявляє, що одна з її улюблених авторок, Т. Р. Френсіс, працює там у костюмі динозавра. Жінка розповідає Лісі шокуючу правду: Т. Р. Френсіс — вигадка. Вона — лише актриса, яку видавництво використовувало для фото на обкладинки. Всі популярні серії книг для дітей ніколи не були написані одним натхненним автором — вони задумані керівниками книговидань, сюжет засновано на ринкових дослідженнях, а автори-примари використовуються лише, щоб заробити більше грошей.
Вдома зневірена Ліса хоче, щоб знищити свої книги про Анжеліку Баттон. Коли вона пояснює Гомеру, як вони написані, той вирішує розбагатіти. Він набирає команду для написання популярного фентезі-роману. До неї входять Барт, директор Скіннер, Патті, Мо та професор Фрінк. Лісу шокує план батька, тож вона вирішує самостійно написати роман із особистою історією, з якою читачі пов'язуватимуть себе.
Для свого роману учасники групи вирішують взяти типові елементи з уже популярних творів: осиротілий головний герой, надприродні сили, магічна школа, вигаданий спорт тощо. Цю розмову підслуховує фентезі автор Ніл Ґейман і пропонує свою допомогу в написанні роману… як постачальника їжі для команди.
Тим часом Лісі важко вдається написання своєї книги через постійні відволікання. Вона швидко засмучується, зрозумівши, що ніколи не буде мати свого імені в романі.
Учасники групи швидко закінчують роман, «Тролі-близнюки академії під мостом». На книжковому ярмарку вони зустрічаються з керівником видавництва «TweenLit Inc.» Хоча роман йому подобається, але він відхиляє його, оскільки в ньому немає вигаданого автора із натхненною історією. Побачивши Лісу у розпачі Гомер пропонує їй можливість записати її ім'я в книгу, просто погодившись бути фальшивим автором. Ліса визнає свою поразку і приймає пропозицію. Команда знову підходять до видавця, і він вирішує придбати роман за мільйон доларів.
Коли команда святкує в таверні Мо, вони перший примірник книги. Вони обурені тим, що видавець замінив аспекти історії тролів на вампірів і перейменував роман на «Вампіри-близнюки Трансільванської школи-інтернату», оскільки попит показав, що вампіри популярніші за тролів.
Команда засмучується заміною книги. Вони вирішують відмовитись від грошей і відновити справедливість…
Вони проникають до штаб-квартири видавництва, щоб замінити новий роман на початкову версію до початку масового друку. Однак, коли вони доходять до друкарні, їх вже очікує видавець з озброєною охороною. Він розкриває, що дехто з команди повідомив його про їхній план. З'являється Ліса, признавшись їм, що це вона, бо вона хоче, щоб її ім'я було на популярній книзі. Видавець вводить пароль для друкарського верстата і надає Лісі честь вставити флешку з романом.
Згодом, коли засмучені члени групи проходять повз книжковий магазин, вони виявляють, що на стендах стоять виставляють «Тролі-близнюки академії під мостом». Ліса розкриває їм, що лише вдавала, що їх зрадила для того, щоб видавець без жодних підозр ввів пароль. Коли у видавництві Ліса обійняла Барта, вона замінила флешку видавця на флешку Барта, що містила роман про тролів.
В результаті, вона змогла надрукувати оригінальну версію для друку. Ліса рада знати, що її ім'я нарешті є в книзі; однак, коли вона відкриває примірник то виявляє, що як автор вказаний Ніл Ґейман…
У фінальній сцені, на пляжі Шелбівілля, Ґейман говорить, що було три флешки, завдяки чому його твори знову зможуть потрапити до списку бестселерів, незважаючи на його неписьменність…
У сцені під час титрів до Ґеймана підходить Мо, який знав про його схему і був з ним у союзі з самого початку (при цьому Мо кілька разів погрожував Ґейману у команді). Вони святкують тостами з келихів, але Ґейман також підставив і Мо, отруївши напої…

## Виробництво
Виконавчий продюсер серії Метт Селман вигадав ідею для серії, прочитавши цікаву статтю про книговидання та те, скільки компаній використовують авторів-примар. Селман сказав: «все стосувалося того, як ці керівники беруть участь у дослідженні ринку, придумують ідеї для цих книг і виробляють їх, а також накидають на них ім'я фальшивих авторів та вигадують передумови для цих авторів, яких не існує. Ми взяли цю тенденцію і вид і жбурнули в обличчя Лісі».
Запрошена зірка Ніл Ґейман сказав, що коли він вперше погодився взяти участь у епізоді, він припускав, що він лише мимоволі з'явиться на кілька секунд. Він говорив, що «коли вони [команда „Сімпсонів“] надіслали мені сценарій, і я почав його читати, і виявив, що я у ньому пройшов весь шлях, і я насправді відігравав роль [у сюжеті], це було надзвичайно весело». Ґейман також зазначив, що він не вважає, що у серії його повністю точно зобразили. На своїй офіційній сторінці у «Tumblr» Ґейман розповів, що, хоча він не надто втручався у сюжет, йому довелося імпровізувати під час запису реплік та давати поради щодо того, як зробити так, щоб його діалог звучав якомога ближче до того, що він міг би насправді сказати в реальному житті.

## Цікаві факти і культурні відсилання
- Серія містить кілька відсилань до літератури і пародіює кілька популярних серій книг для дорослих, зокрема популярний роман «Сутінки» Стефені Маєр[1][6]
- Під час переслідування Т. Р. Френсіс Спрінґфілдською аренею, де відбулося шоу динозаврів, Ліса пробігає повз ванну кімнату, в якій група динозаврів курить. Це є відсиланням до коміксу «The Far Side» про куріння динозаврів[7].
  - Сама виставка динозаврів «Посиденьки з динозаврами» (англ. «Sitting with Dinosaurs») заснована на шоу «Прогулянки з динозаврами» (англ. «Walking with Dinosaurs»)[8].
- Епізод пародіює «Трилогію Оушена», серію фільмів про групу злочинців, які грабують казино[9].
  - Протягом епізоду по мірі розвитку історії на екрані з'являються картки з такими заголовками: «The Crew» (укр. Банда), «The Setup» (укр. План), «The Heist» (укр. Пограбування), «The Front» (укр. Підставна особа), «The Score» (укр. Результат), «The Payday» (укр. День платежу) і «The Actual Heist» (укр. Справжнє пограбування)[9].
  - Між першим і другим актами шоу з'являється картка «The Commercials» (укр. Реклама), а перед кінцевими титрами картка «The End» (укр. Кінець), що є зломом «четвертої стіни».
  - Під час цих появ карток (які тривають приблизно по три-чотири секунди кожна) звучить версія пісні Девіда Холмса «Gritty Shaker». Ця пісня звучала у фільмі «Одинадцять друзів Оушена». Музичний редактор «Сімпсонів» Кріс Ледезма написав, що мелодію «Gritty Shaker» захотів Метт Селман, який помилково вважав, що так само переривчасто вона звучала у фільмі[10].
  - Під час пограбування «TweenLit Inc.» екран розділяється на кілька частин, показуючи, як різні члени команди пробираються до друкарні[11].

## Ставлення критиків і глядачів
Під час прем'єри серію переглянули 5,77 млн осіб з рейтингом 2.7, що зробило її другим найпопулярнішим шоу на каналі «Fox» тієї ночі, після «Сім'янина».
Гейден Чайлдс з «The A.V. Club» дав серії оцінку A-, оцінивши її як «розважальний і успішний епізод», зазначивши, що «елемент несподіванки є ключовим тут, і „Сімпсони“ зробили дещо досить дивне, об'єднавши пародію на фільми про пограбування з гострим сатиричним поглядом на книговидавництво… Ця серія доставила все більш рідкісне задоволення для шанувальників Сімпсонів: добре написані і добре зіграні півгодини, які з плином часу стають все кращими і смішнішими». Водночас, Чайлдс розкритикував «розділені екрани різних махінацій у стилі пограбувань» як «найменш кумедну частину епізоду». Він зазначив, що, хоча «інші ґеґи мають деяку спрямованість, [ці] переходять межу в милому підтакуванні авдиторії. На щастя, вони закінчуються приблизно через десять секунд».
Джош Гаррісон з «Ology» дав серії оцінку 6/10, назвавши її одним із найсильніших епізодів сезону, і похваливши за те, що серія демонструє «блискучий вигляд Ніла Ґеймана та гладку естетику „Одинадцяти друзів Оушена“».
Майкл Кавна з «The Washington Post» дав позитивний відгук про цю серію, прокоментувавши, що вона «гідна стіни слави DVD у шоу». Кавна також високо оцінив пародії на «Трилогію Оушена» та «The Far Side», а також появу Ґеймена як запрошеної зірки. Кавна писав, що «роль Ґеймана — набагато більше, ніж просто прогулянка. Як і найкращі запрошені виступи шоу, тут Гейман покликаний надати цьому епізоду справжній вимір».
Згідно з голосуванням на сайті The NoHomers Club більшість фанатів оцінили серію на 5/5 із середньою оцінкою 4,01/5.